# ジョン・ペトリー
ジョン・ペトリー（英: John "Jocky" Petrie, 1867年または1868年 - ）は、スコットランドのサッカー選手。
アーブロースFCに所属していた1885年9月12日に、スコティッシュカップ1回戦のボン・アコードFC戦に出場し、1試合13得点の最多記録を樹立した。この時、まだ18歳だった。詳細はアーブロースFC 36-0 ボン・アコードFCを参照。この記録は、2001年4月11日に行われた2002 FIFAワールドカップ・オセアニア予選の1次予選・グループ1の第3戦だった、オーストラリアvsアメリカ領サモア戦で、オーストラリアのアーチー・トンプソンが同じ1試合13得点をマークしてタイ記録となったが、今なおギネス世界記録と認定されている。この試合以外の、詳細な出来事は不明である。